# جوزيف بوتنام ويلسون
جوزيف بوتنام ويلسون (بالإنجليزية: Joseph Putnam Willson)‏ هو محامي وقاضي أمريكي، ولد في 7 يناير 1902 في Bath, New York ‏ في الولايات المتحدة، وتوفي في 3 أغسطس 1998.